# Widad Nabi
Widad Nabi (arabisch وداد نبي, DMG Widād Nabī; * 1985 in Kobane, Syrien) ist eine kurdisch-syrische Lyrikerin und Schriftstellerin, die seit 2015 in Berlin im Exil lebt. Ihre Gedichte schreibt sie auf Arabisch, wobei einige auf Französisch, Englisch und Deutsch veröffentlicht wurden. Außer Themen aus ihrer Erfahrung mit der politischen Situation in Syrien sowie mit ihrem Leben als Flüchtling spricht sie sich für die Gleichberechtigung von Frauen auf der ganzen Welt aus – nicht nur in Syrien, sondern auch in Westeuropa. Ihre Werke zählen zur zeitgenössischen syrischen Exilliteratur.

## Leben und Wirken
Nabi wurde in Kobanê, der Hauptstadt des Distrikts Ain al-Arab in Nordsyrien nahe der Grenze zur Türkei geboren. Der Distrikt ist Teil des von den Kurden beanspruchten Siedlungsgebietes in Syrien, besser bekannt als Rojava. Sie studierte Wirtschaftswissenschaften an der Universität Aleppo und schloss das Studium mit einem Bachelor ab. Bereits in Syrien schrieb sie für Zeitschriften und Zeitungen; seit ihrer Flucht 2015 ins Berliner Exil unter anderem auch für die Tageszeitung, Berliner Zeitung, Spiegel online, Die Zeit und das Kursbuch.
In einem Bericht von 2017 für das interkulturelle Portal Qantara beschrieb sie die Schwierigkeiten ihrer ersten Zeit als Flüchtling in Deutschland. Das Flüchtlingslager in Eisenhüttenstadt empfand sie als umzäumte Haftanstalt und die Kontakte mit den Behörden als von Geringschätzung geprägt. Dennoch fand sie nach einiger Zeit ihren persönlichen Zugang zu deutscher Literatur und kulturellen Szenen in Berlin. In einem Essay für Die Zeit schilderte sie 2018 Ähnlichkeiten zwischen den Schriftstellern der Gruppe 47 und ihrer eigenen Erfahrung mit Krieg und Vertreibung. Dadurch fand sie in der Literatur der Nachkriegsjahre in Deutschland Ermutigung für ihr weiteres Leben und ihre Tätigkeit als Schriftstellerin „auf den Trümmern der Vergangenheit.“ In einem weiteren Text für Die Zeit beschrieb sie 2022 ihre persönlichen Erfahrungen und Ansichten über die Entscheidung muslimischer Frauen, ein Kopftuch zu tragen – oder auch nicht.
Ihre Gedichte schreibt Nabi auf Arabisch, der offiziellen Sprache im syrischen Bildungswesen. 2013 erschien in Aleppo ihre erste Gedichtsammlung, deren Titel auf Deutsch Zeit fūr Liebe, Zeit fūr Krieg lautet. Im Jahr 2016 folgte ein weiterer Band mit dem Titel Syrien und die Sinnlosigkeit des Todes, der in Beirut herausgegeben wurde. In deutscher Sprache wurden ihre Gedichte in den Anthologien Weg sein – hier sein und Die Flügel meines schweren Herzens. Lyrik arabischer Dichterinnen vom 5. Jahrhundert bis heute sowie bis 2021 in drei Gedichtsammlungen veröffentlicht.
2017 trat Nabi im Rahmen des Poesiefestivals Berlin mit einer Lesung auf dem Lyrikmarkt in Berliner Haus der Poesie auf und beim Internationalen Literaturfestival Berlin war sie 2019 zu Gast. 2020 war sie Stadtschreiberin von Rheinsberg, und 2018 wurde ihr das Weiter Schreiben-Stipendium Wiesbaden verliehen. Weiterhin ist Nabi Mitglied bei Weiter Schreiben, einer Organisation für Literatur aus Kriegs- und Krisengebieten.

## Werke
- Eine Frau am Spreeufer: Geschichte und Gedichte. Sven Murmann Verlag, Hamburg, 2017, ISBN 978-3-96196-019-4
- Kurz vor dreißig, küss mich. Ausgewählte Gedichte (arabisch/deutsch). Aus dem Arabischen übersetzt und mit einem Nachwort versehen von Suleman Taufiq. Sujet Verlag, Bremen, 2020, ISBN 978-3-96202-066-8
- Unsichtbare Brüche. Gedichte. Aus dem Arabischen übersetzt von Suleman Taufiq. Sujet Verlag, Bremen, 2021, ISBN 978-3-96202-094-1

### In Anthologien
- Weg sein – hier sein. Eine Anthologie mit Texten aus Deutschland von Autoren, die geflohen sind. Mit einem Vorwort von Sherko Fatah. Secession Verlag, Berlin, 2016, ISBN 978-3-905951-97-4
- Khalid Al-Maaly (Hrsg.) Die Flügel meines schweren Herzens. Lyrik arabischer Dichterinnen vom 5. Jahrhundert bis heute. Aus dem Arabischen übersetzt von Khalid Al-Maaly und Heribert Becker. Manesse Verlag, Zürich, 2017, ISBN 978-3-7175-4092-2